# أولاد منصر الشخار
أولاد منصر الشخار قرية تابعة إداريا إلى ولاية سيدي بوزيد وتقع على الطريق الوطنية 3، على بعد 78 كلم عن مدينة قفصة.